# جون كيم بيل
جون كيم بيل هو ملحن كندي، ولد في 1952.

## روابط خارجية
- جون كيم بيل على موقع أول ميوزيك (الإنجليزية)
- جون كيم بيل على موقع ديسكوغز (الإنجليزية)